# ヒメフエダイ
ヒメフエダイ（学名：Lutjanus gibbus）は、フエダイ科に分類される魚類の一種。インド洋から西太平洋に分布し、サンゴ礁や岩礁に生息する。高い体高と赤色の体が特徴である。商業漁業の対象種だが、シガテラ毒を有することがある。ゲームフィッシュでもあり、水族館で飼育されることも多い。

## 分類と名称
1775年にスウェーデンの博物学者であるペール・フォルスコールによって Sciaena gibba として記載され、タイプ産地は紅海であった。種小名は「背の曲がった」を意味し、急な頭部背側の輪郭を示している。paddletail、paddletail snapper、hunchback snapperなどの英名がある。沖縄ではミミジャーと呼ばれる。

## 分布と生息地
紅海および東アフリカから、東はソサエティ諸島およびライン諸島、北は南日本、南はオーストラリアまで、またマルキーズ諸島やラパ島など、インド洋から西太平洋に広く分布する。日本では房総半島以南の太平洋岸で散発的に見られ、主に南西諸島に分布する。オーストラリアでは北西部のダンピア半島からクイーンズランド州のモートン湾まで見られ、幼魚はシドニーまで分布する。生息水深は1-150mで、岩礁やサンゴ礁に生息する。日中は大きな群れを作る。幼魚は砂底や泥底の海草藻場に生息し、亜成魚は群れを作る。大型の成魚は深場の斜面に生息する。

## 形態
体長は体高の2.2-2.5倍で、頭部背側の輪郭は急であり、前鰓蓋の切れ込みは発達する。鋤骨歯は三日月形に並び、後方には突出しない。舌に歯は無い。背鰭は10棘と13-14軟条から、臀鰭は3棘と8軟条から成る。背鰭と臀鰭の後部は尖る。胸鰭は16-17軟条から成り、尾鰭は二叉し、先端は丸い。全長は通常45cm、最大50cm。雄の方が大型である。体色は赤色から灰色で、背側はより暗い。鰓蓋下部と胸鰭の付け根は橙色がかる。鰭は赤色だが、背鰭、臀鰭、尾鰭は暗色であり、背鰭軟条部、臀鰭、尾鰭の縁は白い。幼魚の尾柄は黒色である。幼魚の体色は薄い緑色。

## 生態
魚類やエビ、カニ、シャコ、頭足類、棘皮動物などの無脊椎動物を捕食する。東アフリカ沖では、春から夏にかけて産卵する。2歳半で性成熟し、集団で産卵する。八重山諸島では5-10月にかけて産卵する。寿命は雌雄ともに20年を超える。

## 人との関わり
2010年には推定3,100トンが漁獲されたが、そのうち2,500トンは未報告であった。主に釣り、かご網漁、スピアフィッシング、刺し網などで漁獲される。一般的に流通し、通常は鮮魚として販売される。地域によってはシガテラ毒を持つ場合がある。日本では主に沖縄県で漁獲され、食用として人気がある。本州でも漁獲されることがある。